# Maximilian von Wimpffen
Maximilian von Wimpffen, né le 19 février 1770 à Münster dans la principauté épiscopale du même nom et mort le 29 août 1854 à Vienne en Autriche, est un général autrichien ayant servi durant les guerres de la Révolution française et les guerres napoléoniennes. Militaire compétent, il est surtout connu pour ses profondes connaissances en tactique et en stratégie qui font de lui l'un des membres les plus influents de l'état-major impérial lors des campagnes napoléoniennes.

## Biographie

### Début de carrière
Né le 19 février 1770 à Münster en principauté épiscopale de Münster, Maximilian est le troisième fils du général Georges-Sigismond von Wimpffen (1735-1815) et de sa première épouse Juliane Theresia. Il est également le neveu du général français Georges Félix de Wimpffen. Ses deux frères, Dagobert et Georg, effectuent tout comme lui une carrière militaire. Il entre à l'âge de onze ans à l'Académie militaire thérésienne dont il ressort diplômé le 1er novembre 1786. Il intègre alors en qualité d'aspirant le régiment d'infanterie no 9 Comte de Clerfayt puis l'année suivante le régiment no 19 Alvinczy avec le grade d'enseigne. Il passe ensuite sous-lieutenant en 1788 et lieutenant en 1789. À partir de 1788, il effectue à sa première campagne contre les Ottomans et se porte volontaire pour mener l'assaut sur la porte de Constantinople à la tête d'une colonne de volontaires lors du siège de Belgrade, le 30 septembre 1789. Au cours de cette action, il reçoit une blessure au pied. 
En 1791, Wimpffen est transféré au bataillon de grenadiers Morzin avec lequel il sert dans les Pays-Bas autrichiens. Pendant la guerre de la Première Coalition, il prend part à la bataille de Neerwinden le 18 mars 1793, où il s'empare du village à la tête d'une compagnie de grenadiers avant d'être blessé et fait prisonnier. S'étant présenté au général français Charles François Dumouriez comme le neveu du général Georges Félix de Wimpffen, qui sert également dans l'armée française, il est libéré au bout de six semaines et participe la même année aux sièges de Valenciennes et de Maubeuge. En 1794, il se trouve au siège de Landrecies et à la bataille de Fleurus ; l'année suivante, il est nommé capitaine de grenadiers et est affecté à l'armée de Lombardie. Lors de la bataille de Loano en novembre 1795, chargé de défendre le village avec un petit contingent, il oppose une résistance tenace aux Français et n'évacue sa position que sur ordre de son supérieur. Durant la campagne de 1796 en Italie, Wimpffen intègre l'état-major de l'armée autrichienne commandée par le général Jean-Pierre de Beaulieu. Il est blessé à deux reprises au début de la campagne, sert à la bataille de Castiglione le 5 août puis à celles de Bassano et de Caldiero en novembre sous les ordres du général Josef Alvinczy. À la bataille d'Arcole, du 15 au 17 de ce mois, il dirige l'état-major de l'aile gauche de l'armée. 
Au début de l'année 1797, il reçoit le titre de baron et est envoyé dans le Tyrol comme chef d'état-major du général Heinrich Johann de Bellegarde. Il se distingue deux ans plus tard à Feldkirch où il repousse les attaques du général André Masséna. Le 25 mars, il est grièvement blessé par une balle à l'épaule droite en conduisant une charge de cavalerie légère, blessure dont il met trois ans à se remettre complètement et qui lui fait perdre l'usage de son bras droit (il apprend dès lors à écrire de la main gauche). Cela ne l'empêche pas de remplir les fonctions d'aide de camp auprès du général Bellegarde et d'être promu au grade de major le 31 août 1799. Les autorités du Tyrol lui décernent en outre une lettre de remerciements et une médaille d'argent en récompense de ses services. Après avoir été blessé une nouvelle fois sur le Mincio en 1800, il est fait lieutenant-colonel du régiment d'infanterie no 34 Kray le 25 janvier 1801 avant d'être employé à partir de l'année suivante au régiment d'infanterie no 60 Ignaz Gyulai. En 1803, il est nommé adjudant auprès du commandement général de l'armée autrichienne à Graz et sert à ce poste jusqu'en 1805.

### Du colonel au feld-maréchal

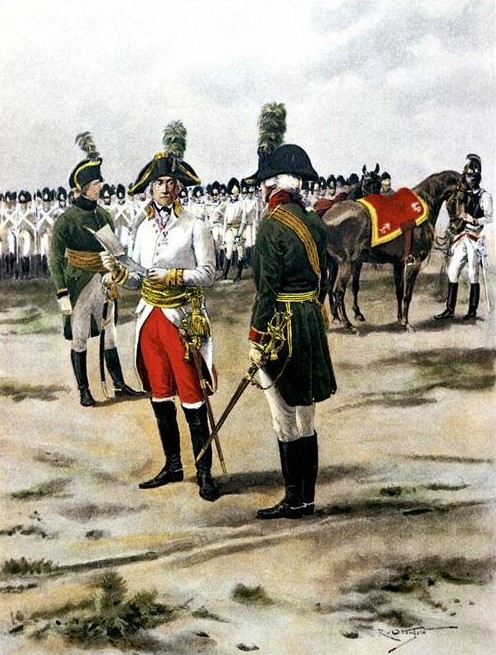
Général-major et adjudant de l'armée autrichienne en 1805, par Rudolf Otto von Ottenfeld.

Au moment où éclate la guerre de la Troisième Coalition, Wimpffen reçoit les épaulettes de colonel le 27 août 1805 et est affecté à l'état-major général. Il participe notamment, sur la demande de l'empereur François II, à une commission chargée d'organiser la défense d'Olmütz en Moravie. Il part ensuite rejoindre le corps d'armée du prince Jean Ier de Liechtenstein. Ayant déconseillé au chef d'état-major de l'armée, le général Franz von Weyrother, d'engager la bataille d'Austerlitz, il exhorte le général en chef Mikhaïl Koutouzov à conserver la possession du plateau de Pratzen, mais il n'est pas écouté et l'arrivée des colonnes françaises du maréchal Soult prend les Alliés au dépourvu. Wimpffen est frappé à deux reprises, au bras et à la cheville, en luttant pour empêcher les troupes de Napoléon d'occuper les hauteurs. Pour sa participation à la bataille, il est fait chevalier de l'ordre militaire de Marie-Thérèse le 28 mai 1806.
Cette année-là, Wimpffen reprend ses fonctions d'adjoint au commandement général à Graz puis celles d'adjudant général auprès de l'archiduc Charles-Louis d'Autriche-Teschen en 1807. Il est par ailleurs président de la direction générale militaire à Vienne. Il sert toujours auprès de l'archiduc Charles lorsque débute la guerre de la Cinquième Coalition en 1809. Promu général-major le 26 avril, il a deux chevaux tués sous lui aux batailles de Landshut et de Ratisbonne et devient à partir du mois de mai chef d'état-major de l'armée impériale en Allemagne. Les 21 et 22 mai, il se signale tout particulièrement à la bataille d'Essling par ses bonnes dispositions sur le terrain et est mentionné favorablement par l'archiduc Charles dans son rapport. La croix de commandeur de l'ordre de Marie-Thérèse lui est attribuée le 24 mai en récompense de ce fait d'armes. Il joue encore un rôle important dans l'élaboration du plan de bataille autrichien peu avant la bataille de Wagram. Le 12 juillet 1809, il négocie l'armistice de Znaïm avec le maréchal Berthier, ce qui met un terme aux affrontements. L'archiduc Charles ayant quitté ses fonctions peu après, Wimpffen donne à son tour sa démission et sert pendant trois ans en Bohême, en Pologne puis en Transylvanie. En 1812, il décline une offre de service du tsar Alexandre Ier et passe dans le corps d'armée de réserve stationné en Pologne. Le 2 septembre 1813, il est nommé Feldmarschall-Leutnant et prend le commandement d'une division du Ier corps de l'armée de Bohême. À sa tête, il s'illustre à la bataille de Leipzig, du 16 au 19 octobre, et devient après la fin de la campagne gouverneur militaire de Troppau.

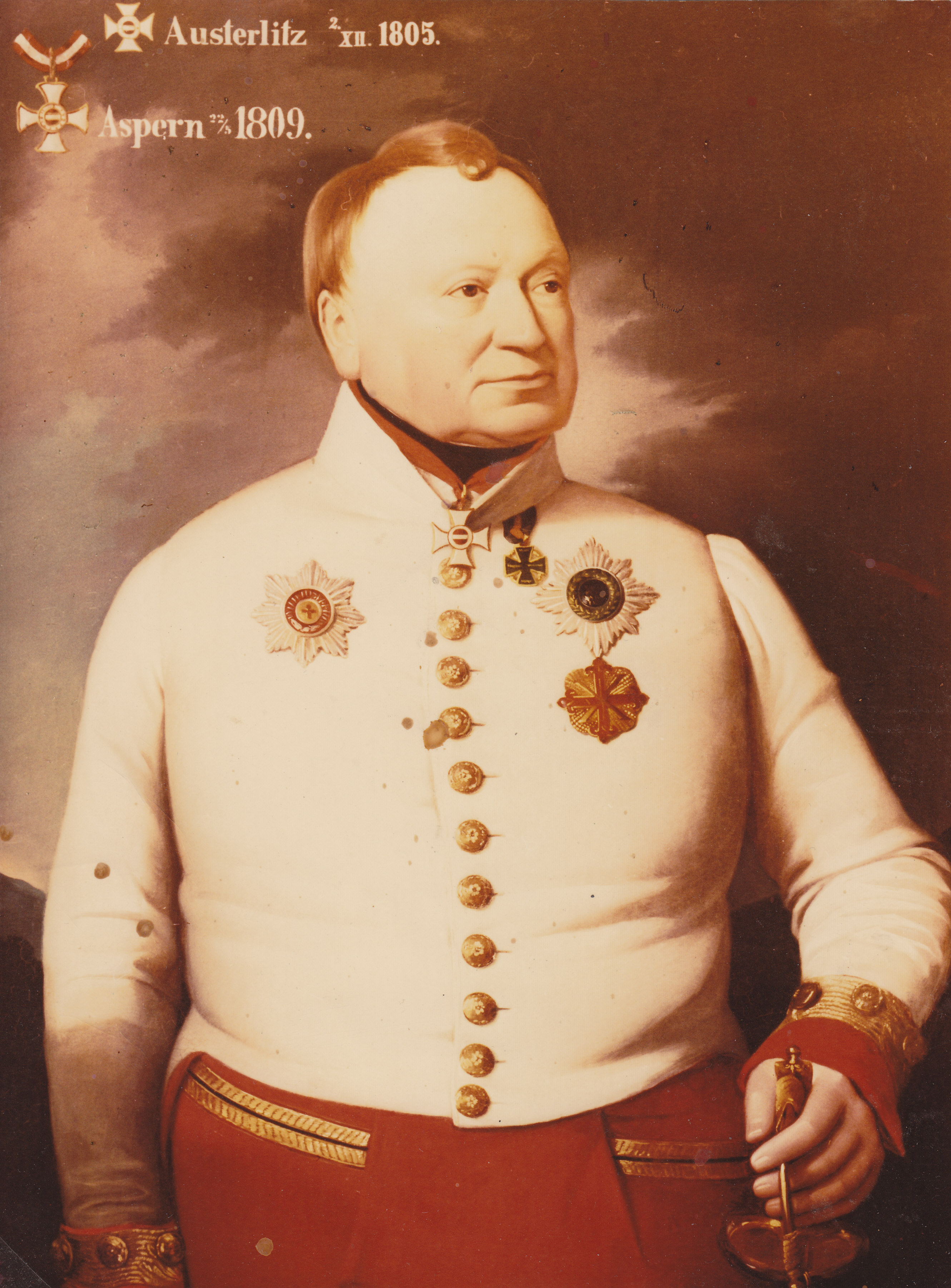
Le général baron von Wimpffen. Huile sur toile d'Hans Holpein, Académie militaire thérésienne, Vienne.

Au début du mois de mars 1814, Wimpffen commande le IIe corps de l'armée du Sud sous les ordres du prince de Hesse-Hombourg, qui s'avance dans la vallée de la Saône en direction de Lyon. Le 17, ses troupes marchent sur Belleville et refoule les Français du village de Saint-Jean-d'Ardières. Le lendemain, il dirige les efforts de ses hommes lors du combat de Saint-Georges-de-Reneins : d'abord tenu en échec par les forces françaises commandées par le maréchal Augereau, il engage ensuite le gros de son corps d'armée et parvient à faire plier la défense française, occupant le village après un combat intense. Le 20 mars, au cours de la bataille de Limonest, Wimpffen décide d'attaquer de front les positions françaises avec le gros du IIe corps et ordonne à l'une de ses brigades, commandée par le général Mumb, de contourner l'obstacle sur la gauche. La progression de Wimpffen est bloquée devant Limonest tant par l'aspérité du terrain que par la contenance des troupes françaises, mais le mouvement tournant opéré par la brigade Mumb réussit brillamment et expulse les Français des hauteurs du Mont Cindre, ce qui provoque un repli prématuré de leur aile droite. Le IIe corps pousse alors jusqu'à La Duchère mais une contre-attaque menée par Augereau en personne l'arrête dans son élan. L'intervention de la cavalerie autrichienne stabilise la situation. L'armée française se replie finalement dans Lyon à la faveur de la nuit, laissant les Autrichiens maîtres du champ de bataille. Le 21 mars au matin, l'armée du Sud fait son entrée dans Lyon.
En 1815, il commande un corps d'armée sur le Rhin et occupe la forteresse de Landau le 11 décembre. Il reprend ensuite ses anciennes fonctions à Troppau en 1816 où il demeure jusqu'en 1820, date à laquelle il est nommé commandant général de la Vénétie. En cette qualité, il joue un rôle actif dans la répression de la révolte du Piémont en 1821 en venant en aide au général Bubna und Littitz à Milan. Le 14 janvier de la même année, Wimpffen entre au Geheimer Rat (conseil secret) et est fait chef de l'état-major général en mars 1824. Le 1er novembre 1830, il est promu Feldzeugmeister et obtient le commandement de la Basse-Autriche. Épuisé par ses campagnes et ses nombreuses blessures, il sollicite sa mise à la retraite en 1844. En retour, il est élevé au grade de feld-maréchal le 4 décembre et capitaine du premier régiment de gardes du corps le 18 du même mois. Décoré de l'ordre de la Toison d'or le 5 décembre 1852, Maximilian von Wimpffen meurt célibataire à Vienne le 29 août 1854 et est inhumé à Kleinwetzdorf, dans le district de Hollabrunn.
Au cours de sa carrière, Wimpffen est blessé au combat à huit reprises et perd six chevaux tués sous lui. Décrit comme un soldat intrépide et pugnace, il est surtout connu pour sa connaissance approfondie de la stratégie et de la tactique militaires, pour ses dispositions de combat soigneusement planifiées et pour son caractère optimiste face au danger. Ces caractéristiques font de lui un rouage essentiel de l'état-major impérial pendant une grande partie des guerres napoléoniennes. Il était un ami du général Frédéric Bianchi qui déclare à la mort de Wimpffen : 

« Wimpffen était incontestablement l'un des officiers les plus distingués de toutes les armées ; d'un grand esprit, d'un caractère sublime et de la plus brillante bravoure. Il fut pendant soixante-six ans mon ami et demeura toujours égal à lui-même, y compris dans les plus hautes fonctions. »